# Georg Olden
Pour les articles homonymes, voir Olden (homonymie).
 (septembre 2024).
La mise en forme du texte ne suit pas les recommandations de Wikipédia : il faut le « wikifier ».
Les points d'amélioration suivants sont les cas les plus fréquents. Le détail des points à revoir est peut-être précisé sur la page de discussion.
- Les titres sont pré-formatés par le logiciel. Ils ne sont ni en capitales, ni en gras.
- Le texte ne doit pas être écrit en capitales (les noms de famille non plus), ni en gras, ni en italique, ni en « petit »…
- Le gras n'est utilisé que pour surligner le titre de l'article dans l'introduction, une seule fois.
- L'italique est rarement utilisé : mots en langue étrangère, titres d'œuvres, noms de bateaux, etc.
- Les citations ne sont pas en italique mais en corps de texte normal. Elles sont entourées par des guillemets français : « et ».
- Les listes à puces sont à éviter, des paragraphes rédigés étant largement préférés. Les tableaux sont à réserver à la présentation de données structurées (résultats, etc.).
- Les appels de note de bas de page (petits chiffres en exposant, introduits par l'outil «  Source ») sont à placer entre la fin de phrase et le point final[comme ça].
- Les liens internes (vers d'autres articles de Wikipédia) sont à choisir avec parcimonie. Créez des liens vers des articles approfondissant le sujet. Les termes génériques sans rapport avec le sujet sont à éviter, ainsi que les répétitions de liens vers un même terme.
- Les liens externes sont à placer uniquement dans une section « Liens externes », à la fin de l'article. Ces liens sont à choisir avec parcimonie suivant les règles définies. Si un lien sert de source à l'article, son insertion dans le texte est à faire par les notes de bas de page.
- La présentation des références doit suivre les conventions bibliographiques. Il est recommandé d'utiliser les modèles {{Ouvrage}}, {{Chapitre}}, {{Article}}, {{Lien web}} et/ou {{Bibliographie}}. Le mode d'édition visuel peut mettre en forme automatiquement les références.
- Insérer une infobox (cadre d'informations à droite) n'est pas obligatoire pour parachever la mise en page.

Pour une aide détaillée, merci de consulter Aide:Wikification.
Si vous pensez que ces points ont été résolus, vous pouvez retirer ce bandeau et améliorer la mise en forme d'un autre article.
 (septembre 2024).
Georg Olden (né le 14 janvier 1968) est un acteur, mannequin et artiste de théâtre musical américain à présent à la retraite.
Il commence sa carrière d'acteur professionnel et de mannequin à l'âge de dix ans.

## Début de la vie
Georg Olden, Jr. est né le 14 janvier 1968 à Tarrytown, New York, fils du célèbre graphiste Georg Olden et de l'actrice de théâtre et chanteuse professionnelle Terri Phillips Baker,.

## Filmographie
| Film       | Film                        | Film                          | Film                           |
| Year       | Film                        | Role                          | Notes                          |
| ---------- | --------------------------- | ----------------------------- | ------------------------------ |
| 1983       | Breathless                  | "Kid"                         | —                              |
| 1984       | Bad Manners                 | Piper                         | aka: Growing Pains             |
| 1984       | Johnny Dangerously          | "Young Vermin"                | —                              |
| 1985       | Explorers                   | "Steve Jackson's Gang Member" | —                              |
| 2005       | Suits on the Loose          | Devan Burnett                 | —                              |
| Television |                             |                               |                                |
| Year       | Film                        | Role                          | Notes                          |
| 1981       | How to Eat Like a Child     | "Himself"                     | TV special                     |
| 1982       | ABC Weekend Special         | Drag                          | "The Joke's on Mr. Little"     |
| 1982       | General Hospital            | (Unknown)                     | (Unknown episodes)             |
| 1982       | Little House on the Prairie | Danny                         | "He Was Only Twelve: Part 1"   |
| 1983       | Two Kinds of Love           | Jonas                         | TV movie                       |
| 1985       | Rocky Road                  | Robbie Stuart                 | 3 seasons / 71 episodes        |
| 1987       | Highway to Heaven           | Sid                           | "I Was a Middle Aged Werewolf" |
| 1990       | Doogie Howser, M.D.         | Brad / Marshall's Friend      | 2 episodes                     |
| 1994       | To My Daughter With Love    | Lou                           | TV movie                       |